# Шапарнис, Стасис Алоизович
Стасис Алоизович Шапарнис (род. 2 октября 1939, Паневежис) — советский, литовский спортсмен и тренер современному пятиборью. Мастер спорта СССР (1963), Заслуженный мастер спорта СССР (1972), серебряный призер олимпийских игр (1968). Чемпион СССР в командном первенстве (1965). Выступал за Вооруженные Силы (ЦСКА).

## Биография. Достижения
Свою спортивную карьеру Стасис Шапарнис начал как пловец и ватерполист, завоевав свою первую чемпионскую медаль-серебро на чемпионате Литовской ССР по водному поло в 1960 году. Вскоре после этого он заниматься современным пятиборьем.
Чемпион Литовской ССР по современному пятиборью в 1961-63 и 1971-72 годах. На чемпионатах СССР он был не столь успешен, завоевав лишь одну индивидуальную медаль, серебряную в 1970 году. Но в командном зачете Шапарнис был чемпионом СССР в 1965 году, взял серебро в 1963 и 1972 годах и бронзу в 1968 году.
Закончив спортивную карьеру, он некоторое время работал тренером, а затем стал современным судьей по пятиборью и спортивным чиновником. В 1988-92 годах Стасис Шапарнис был президентом Литовской федерации современного пятиборья, а в 1992-96 годах-вице-президентом Литовского Олимпийского комитета.
Чемпион мира 1969 в командном зачёте. Серебряный призёр первенства мира 1967 в личном зачёте. Серебряный призёр Олимпийских игр 1968 в командном зачёте. В командных соревнованиях чемпионатов мира получил серебряные медали в 1966 и 1970 и бронзовую медаль в 1967.
На чемпионате мира 1965 года был запасным в составе команды СССР по современному пятиборью.
Звание Заслуженного мастера спорта СССР Стасису Алоизовичу Шапарнису (Вооружённые Силы) было присвоено приказом Комитета по физической культуре и спорту при Совете Министров СССР за высокие спортивные достижения в течение ряда лет и в связи с 25-летием советского пятиборья накануне проведения чемпионата СССР по современному пятиборью 1972 года.

## Олимпийские игры
- На Олимпийских играх 1968 в Мехико завоевал серебряную медаль в командном зачете в составе команды СССР (Павел Леднев, Стасис Шапарнис и Борис Онищенко), в личном первенстве занял 9 место

| Место | Спортсмен             | Возраст | Конкур | Фехтование | Стрельба | Плавание    | Кросс        | Сумма |
| 9     | Стасис Шапарнис (URS) | 29 лет  | 1070   | 793        | 805/185  | 1027/3.49,9 | 9624/14.27,8 | 4656  |

- Результаты по видам пятиборья.

 Верховая езда.
| Место | Спортсмен             | Время  | Штрафные очки | Очки |
| ----- | --------------------- | ------ | ------------- | ---- |
| 6.    | Стасис Шапарнис (URS) | 3.26,0 | 30            | 1070 |

 Фехтование.
| Место | Спортсмен             | Победы | Поражения | Очки |
| ----- | --------------------- | ------ | --------- | ---- |
| 22.   | Стасис Шапарнис (URS) | 24     | 23        | 793  |

 Стрельба.
| Место | Спортсмен             | Результат | Очки |
| ----- | --------------------- | --------- | ---- |
| 35.   | Стасис Шапарнис (URS) | 185       | 805  |

 Плавание.
| Место | Спортсмен             | Результат | Очки |
| ----- | --------------------- | --------- | ---- |
| 8.    | Стасис Шапарнис (URS) | 3.49,9    | 1027 |

 Кросс.
| Место | Спортсмен             | Результат | Очки |
| ----- | --------------------- | --------- | ---- |
| 6.    | Стасис Шапарнис (URS) | 14.27,8   | 964  |